# Паринело (Трапани)
Паринело је насеље у Италији у округу Трапани, региону Сицилија.
Према процени из 2011. у насељу је живело 32 становника. Насеље се налази на надморској висини од 139 м.